# Eparchia di Petrozavodsk

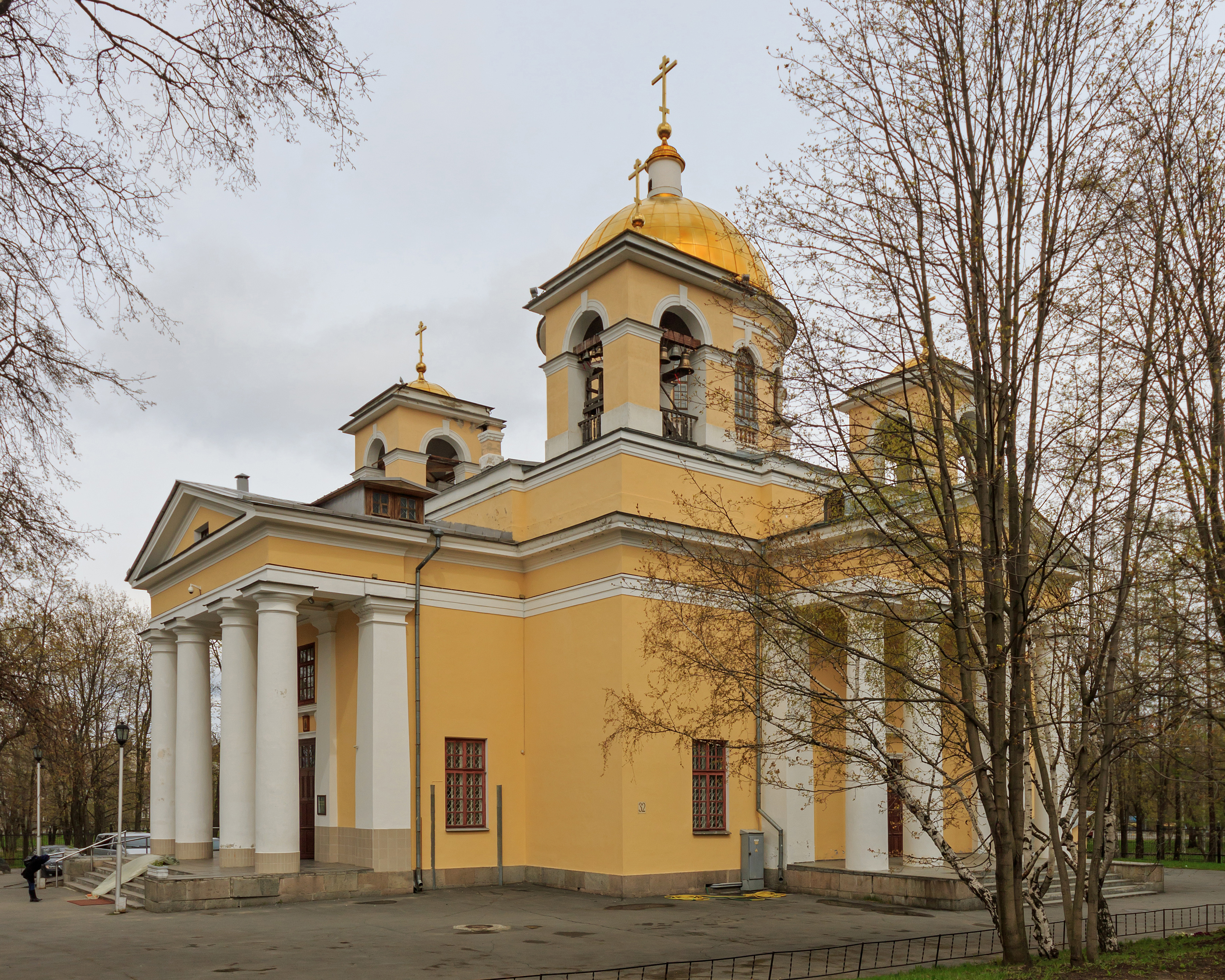
La cattedrale di Sant'Aleksandr Nevskij di Petrozavodsk.

L'eparchia di Petrozavodsk (in russo Петрозаводская епархия?) è una diocesi della Chiesa ortodossa russa, appartenente alla metropolia della Carelia.

## Territorio
L'eparchia comprende la città di Petrozavodsk e i rajon Kondopožskij, Lachdenpochskij, Medvež'egorskij, Oloneckij, Pitkjarantskij, Prionežskij, Prjažinskij, Pudožskij, Suojarvskij e Sortaval'skij nella repubblica di Carelia nel circondario federale nordoccidentale.
Sede eparchiale è la città di Petrozavodsk, dove si trova la cattedrale di Sant'Aleksandr Nevskij.
L'eparca ha il titolo ufficiale di «metropolita di Petrozavodsk e della Carelia».

## Storia
L'odierna eparchia trae origini dall'eparchia di Olonec, istituita tra maggio e giugno del 1828. Dopo la morte dell'eparca Feodor Yakovtsevsky nel 1937, la sede rimase vacante fino al 1990, quando fu consacrato un nuovo vescovo per questa eparchia. Nel 1991 è stata ufficialmente ribattezzata con il nome di Olonec a Petrozavodsk e dal 17 luglio 1996 con il solo nome di Petrozavodsk. Il 29 maggio 2013 ha ceduto una porzione di territorio a vantaggio dell'erezione dell'eparchia di Kostomukša.